# Makita Corporation
Makita Corporation (яп. 株式会社マキタ кабусикигайся макита) — японская компания, производитель профессионального электроинструмента и бензоинструмента.

## История
Компания Makita начала своё существование с 1915 года, когда Масабуро Макита (Masaburo Makita) с тремя товарищами создал в Нагоя компанию по изготовлению электромоторов и генераторов. Вначале они изготовляли и восстанавливали электромоторы, трансформаторы и осветительное оборудование. Первый электрический ручной инструмент Makita представила в 1958 году. Это был первый в мире электрорубанок. Сейчас Makita является одним из крупнейших производителей электроинструмента в мире.
В 1935 году компания начала поставлять электромоторы и генераторы в СССР.

### История основания заводов
См. Makita History

## Деятельность
В настоящее время Makita выпускает свыше 350 типов инструмента и свыше 4500 аксессуаров к ним. На сегодняшний день ассортимент Makita насчитывает свыше 1000 наименований. Makita включает в себя 8 производственных предприятий, из которых три расположены в Европе: в Великобритании, Германии и Румынии.
Основным рынком сбыта компании является Европа, далее — Северная Америка и Япония. Продажи в остальных регионах менее значительны.